# Minimedusa polyspora
Minimedusa polyspora är en svampart som först beskrevs av Hotson, och fick sitt nu gällande namn av Weresub & P.M. LeClair 1971. Minimedusa polyspora ingår i släktet Minimedusa, ordningen Cantharellales, klassen Agaricomycetes, divisionen basidiesvampar och riket svampar.   Inga underarter finns listade i Catalogue of Life.